# ساندرو لويز دا سيلفا
ساندرو لويز دا سيلفا (بالبرتغالية: Sandro Luiz da Silva) هو لاعب كرة قدم برازيلي في مركز الدفاع، ولد في 13 مارس 1983 في باراناغوا في البرازيل. لعب مع إف كي أتيراو ومافرا ونادي أولهانينسي ونادي سانتا كلارا ونادي ليتشويس.

## وصلات خارجية
- ساندرو لويز دا سيلفا على موقع قاعدة بيانات كرة القدم.إي يو (الإنجليزية)
- ساندرو لويز دا سيلفا على موقع Soccerway.com (الإنجليزية)